# 五所川原町
五所川原町（ごしょがわらまち）は、かつて青森県北津軽郡にあった町。
『五所川原町水道誌』（国会図書館所蔵）に以下の記述がある。「五所川原町は、津軽平野の中枢に位し地平平坦にして一の丘陵なく、西は岩木川に沿い遠く津軽富士の秀峰を仰ぎ、東に梵珠、大蔵の諸嶽を望み、東南北は広濶たる田野をもって囲繞せられ、街区は南北に延長し、東西に偏局せり。産業として特記すべきものなしといえども、農村四隣に環りて交通の要衝に当り、物資集散の中心地たり。昔時天将年間津軽藩の所領に帰し、五所川原村、川畑村、大曲村、大林村、中和泉村、鎌屋村の六ヶ村なりしか、貞享三年川畑村及大曲村を合併して喰川村と改め、大林村を柏原村と改め、中和泉村を平井村と改め、明治九年に至りて五ヶ村併合して五所川原村となり明治三十一年七月調整を施行するに至れり。」（旧字は適宜改め、読点を補った。）

## 沿革
- 1889年（明治22年）4月1日 - 町村制施行により北津軽郡五所川原村が村制施行し、五所川原村（ごしょがわらむら）が発足。
- 1898年（明治31年）7月1日 - 町制施行し五所川原町となる。
- 1954年（昭和29年）10月1日 - 栄村、中川村、三好村、長橋村、松島村、飯詰村と合併し市制施行して五所川原市となる。

## 経済

### 産業
農業
『大日本篤農家名鑑』によれば五所川原町の篤農家は、「三上豊太郎、平山助六、平山浪三郎、大郷瀧一郎、岡本達夫、神祐益、佐々木嘉太郎、佐々木喜太郎」などがいた。
店・企業
- 金融[3] - 設立・1908年[3]。
- 佐々木合名会社[3] - 設立・1910年[3]。営業の目的・貸金業[3]。代表社員・佐々木嘉太郎[3]。
- 五所川原銀行[3]
- 第五十九銀行五所川原支店[3]
- 弘前電燈五所川原支店[3]
- 陸奥鉄道[3]

## 公共施設など
- 五所川原町警察署
- 五所川原簡易裁判所
- 五所川原区検察庁
- 北地方事務所
- 五所川原郵便局
- 五所川原公共職業安定所
- 五所川原町農業協同組合
- 五所川原町公民館

## 教育
- 五所川原農林高等学校
- 五所川原女子高等学校
- 五所川原中学校
- 五所川原小学校

## 交通
- 陸奥鉄道→日本国有鉄道五能線
- 津軽鉄道

## 出身・ゆかりのある人物
- 初代佐々木嘉太郎（呉服商、青森県多額納税者、貴族院議員、五所川原銀行頭取、大地主）
- 二代佐々木嘉太郎（青森県多額納税者、貴族院議員、青森銀行頭取）
- 佐々木喜太郎（素封家）
- 佐々木亀吉（五所川原町会議員、五所川原通運、木造合同運送各社長）
- 佐々木彰造（青森県多額納税者、佐々木銀行頭取）
- 佐々木哲造（五所川原町長）
- 平山浪三郎（青森県多額納税者、貴族院議員、五所川原銀行頭取、大地主）